# Supreme (tegneserie)
 For alternative betydninger, se Supreme. (Se også artikler, som begynder med Supreme)
Supreme er en fiktionel superhelt som er skabt af den amerikanske tegneserieforfatter Rob Liefeld.
Supreme var oprindelig en voldsom, egoistisk superhelt men blev senere tilpasset af den engelske forfatter Alan Moore i henhold til den amerikanske magasin og tegneserie forlægger Mortimer Weisingers figur i superman.
Supreme er også navnet på en engelsksproget tegneserie, som tidligere udkom i 56 eksemplarer.
Tegneserien er ikke udgivet på dansk.